# Lajos Batthyány
Lajos Batthyány, född 10 februari 1807 i Pressburg, död 6 oktober 1849 i Budapest, var en ungersk greve och statsman.
Batthyány var först i krigstjänst, men ägnade sig sedan med iver åt vetenskapliga och politiska studier och blev efter vidsträckta resor i Europa och orienten medlem av magnattaffeln och ledare av oppositionen mot rikskanslern Apponyi samt understödde 1847
särskilt Kossuths val till deputerad. I mars 1848
blev Batthyány av sin mångårige vän palatinen ärkehertig Stefan utnämnd till president i Ungerns första självständiga ministär. Han strävade ivrigt att upprätthålla förbindelsen mellan Ungern och
Österrike, men då "banen" (ståthållaren) av Kroatien
Jelačić inbröt i landet och underhandlingarna med den österrikiska ministären misslyckades, nedlade Batthyány sin befattning, 11 september samma år. Redan dagen därefter sökte han på palatinens anmodan bilda en ny ministär, men denna fick inte stöd från kungen.
Efter ungerska riksdagens upplösning och mordet på den till
generalkommendör och provisorisk palatin av kejsaren utnämnde, men av folket hatade greve Lamberg (28
september) begav sig Batthyány till Wien, dels för att undvika följderna av detta mord, dels för att medverka till bildandet av en ny ministär, men kunde inget uträtta. Han deltog sedan i striden mot österrikarna, blev sårad och begav sig till riksdagen i Pest. Då de kejserliga trupperna under Windisch-Graetz januari 1849
ryckte fram till denna stad, gick Batthyány, såsom medlem av en deputation, ut till fältherrens läger för att beveka honom till skonsamhet, men fick inte företräde.

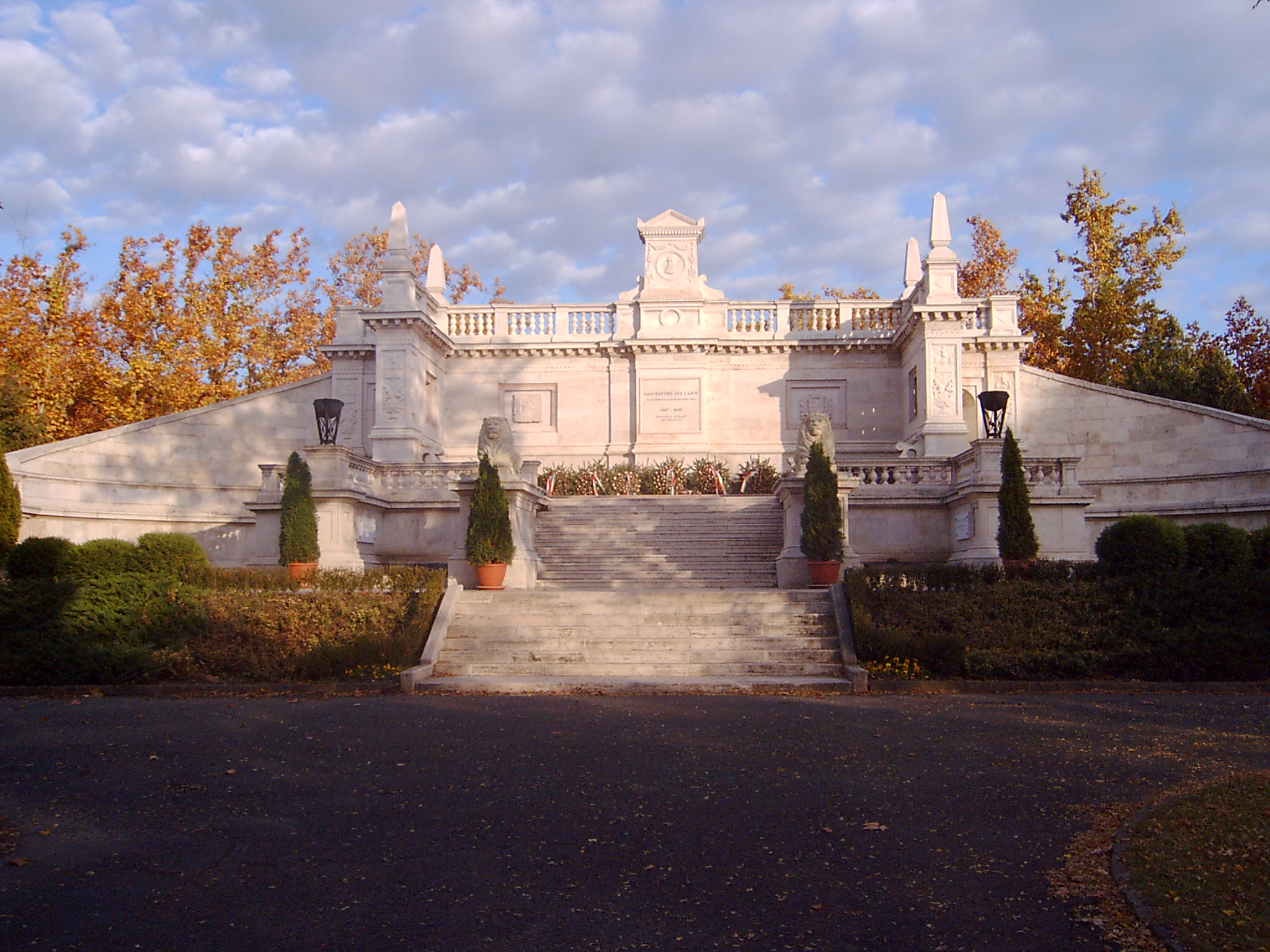
Batthyánys mausoleum i Budapest

8 januari blev han häktad och, efter att ha släpats till flera olika fängelser, genom
krigsrätts utslag dömd att hängas. För att undgå detta dödssätt tillfogade han sig med en dolk, som hans hustru sänt honom, flera sår i halsen,
så att dödsdomen kunde fullgöras endast medelst krut och bly. Den verkställdes 6 oktober 1849. Batthyánys konfiskerade gods återgavs åt hans änka 1868, och hans lik bisattes 1870 under stora högtidligheter i ett mausoleum i Budapest. 
- Wikimedia Commons har media som rör Lajos Batthyány.